# Il drago del lago di fuoco
Il drago del lago di fuoco (Dragonslayer) è un film del 1981 diretto da Matthew Robbins ed è prodotto dalla Paramount Pictures e dalla Walt Disney Productions. È stato uno dei primi film a utilizzare la tecnica Go-motion.
Nella parte di fratello Jacopus appare Ian McDiarmid che dopo questo ruolo fu scelto da George Lucas per interpretare l'Imperatore Palpatine ne Il ritorno dello Jedi.

## Trama
Durante il sesto secolo, un regno della Britannia postromana chiamato Urland viene assediato da un drago di quattrocento anni chiamato Vermithrax Pejor. Il re Cassiodoro gli offre fanciulle vergini estratte a sorte due volte all'anno per placarlo. Una delegazione guidata dal giovane Valerian si reca a Craggenmoor per chiedere aiuto a Ulrich, l'ultimo mago. La delegazione viene seguita dal brutale centurione Tyrian, il quale esige una prova del potere di Ulrich. Ulrich lo invita a pugnalarlo, ma muore immediatamente. Hodge, il servo del mago, crema il cadavere, e Galen, l'apprendista di Ulrich, s'incarica di prendere il posto del suo defunto maestro, ereditandone l'amuleto magico.
Durante il viaggio a Urland, Galen scopre che Valerian è in realtà una donna, travestitasi per evitare d'essere selezionata durante l'estrazione. Hodge viene gravemente ferito da Tyrian, il quale ritiene che le azioni degli stranieri provocherebbero il drago. Prima di morire, Hodge dà a Galen un sacchetto contenente le ceneri di Ulrich, informandolo che deve gettarle in un "lago di fuoco".
All'arrivo a Urland, Galen lancia un incantesimo alla montagna del drago, innescando una valanga che blocca l'uscita della tana della bestia. Tyrian arresta Galen e lo porta di fronte al re Cassiodoro. Il re teme che le azioni dell'apprendista abbiano mandato in collera il drago, e lo imprigiona dopo avergli tolto l'amuleto. Galen viene visitato dalla principessa Elspeth, la quale resta scioccata quando Galen la informa che, insieme ad altre figlie di nobili, è stata esclusa dal sorteggio.
Il drago intanto si libera dalla frana e incendia il villaggio, rendendo così necessaria una nuova offerta di vergini per placarlo. Si scopre che Elspeth, sentendosi colpevole per essere stata esclusa dalle estrazioni precedenti, ha manipolato il sorteggio in suo favore. Il re, dopo avergli ridato l'amuleto, incarica Galen di salvare sua figlia, e il giovane mago si avvia verso la tana con una lancia incantata chiamata sicarius dracorum e uno scudo fatto dalle squame del drago perse durante la muta. Il suo tentativo di salvare la principessa viene ostacolato da Tyrian, che Galen uccide dopo un breve scontro. Scopre però che Elspeth è entrata nella tana durante la lotta, ed è stata uccisa dai cuccioli di Vermithrax. Galen li uccide tutti, e trova il drago adulto in un lago sotterraneo fiammeggiante. Galen fallisce nel tentativo d'uccidere il mostro, salvandosi solo grazie al suo scudo a prova di fuoco.
Dopo il fallimento, Galen e Valerian decidono di abbandonare il villaggio, ma ritornano alla tana quando Galen si ricorda dell'ultima richiesta di Hodge. Galen torna al lago di fuoco e vi sparge le ceneri di Ulrich, il quale resuscita. Il mago rivela che il suo tempo è limitato, e insiste perché Galen distrugga l'amuleto al momento appropriato. Ulrich si posiziona in cima a una montagna per sfidare il drago. Dopo un terribile scontro, Vermithrax afferra il mago con gli artigli e lo solleva in aria. Galen distrugge l'amuleto, che fa esplodere il mago e uccide il drago.
I paesani credono che la vittoria sia merito del re, e Galen e Valerian partono insieme. In un attimo di nostalgia per il potere dell'amuleto, Galen confessa che gli andrebbe comodo un cavallo. Un cavallo bianco appare all'improvviso e trasporta i due verso l'orizzonte, indicando che Galen ha forse acquisito del vero potere magico.

## Produzione

### Ideazione
Secondo Hal Barwood, lui e Matthew Robins presero ispirazione dalla sequenza dell'apprendista stregone di Fantasia, per poi sviluppare la storia facendo ricerche sulla leggenda di San Giorgio e il drago. Barwood e Robins cercarono di rendere il film il più realistico possibile evitando gli stereotipi dell'epoca medievale: "Non ci sono cavalieri in armatura luccicante, né bandiere svolazzanti al vento, né fanciulle delicate avvolte in veli diafani che salutano dalle torri. Non c'è cavalleria, e nessun Santo Graal. Cercavamo invece di creare uno strano mondo pieno di tradizioni e usanze bizzarre e immerse nella superstizione, dove i vestiti e le maniere delle persone sono rozzi, le case e i villaggi primitivi, e la campagna quasi primordiale, rendendo così l'idea che la magia sia un elemento naturale nelle loro vite." Per queste ragioni, scelsero di ambientare il film durante l'epoca postromana, prima dell'arrivo del Cristianesimo. Barwood e Robins cominciarono a scrivere la trama nell'estate del 1979, concludendola in agosto. Molte case cinematografiche rifiutarono la proposta dei due, poiché avevano poca esperienza di negoziazione del budget. La sceneggiatura fu infine accettata da Paramount Pictures e Walt Disney Productions, diventando il secondo film fatto in collaborazione tra le due compagnie dopo Popeye - Braccio di Ferro.

### Creazione del drago
(Dennis Muren, cineoperatore degli effetti speciali)

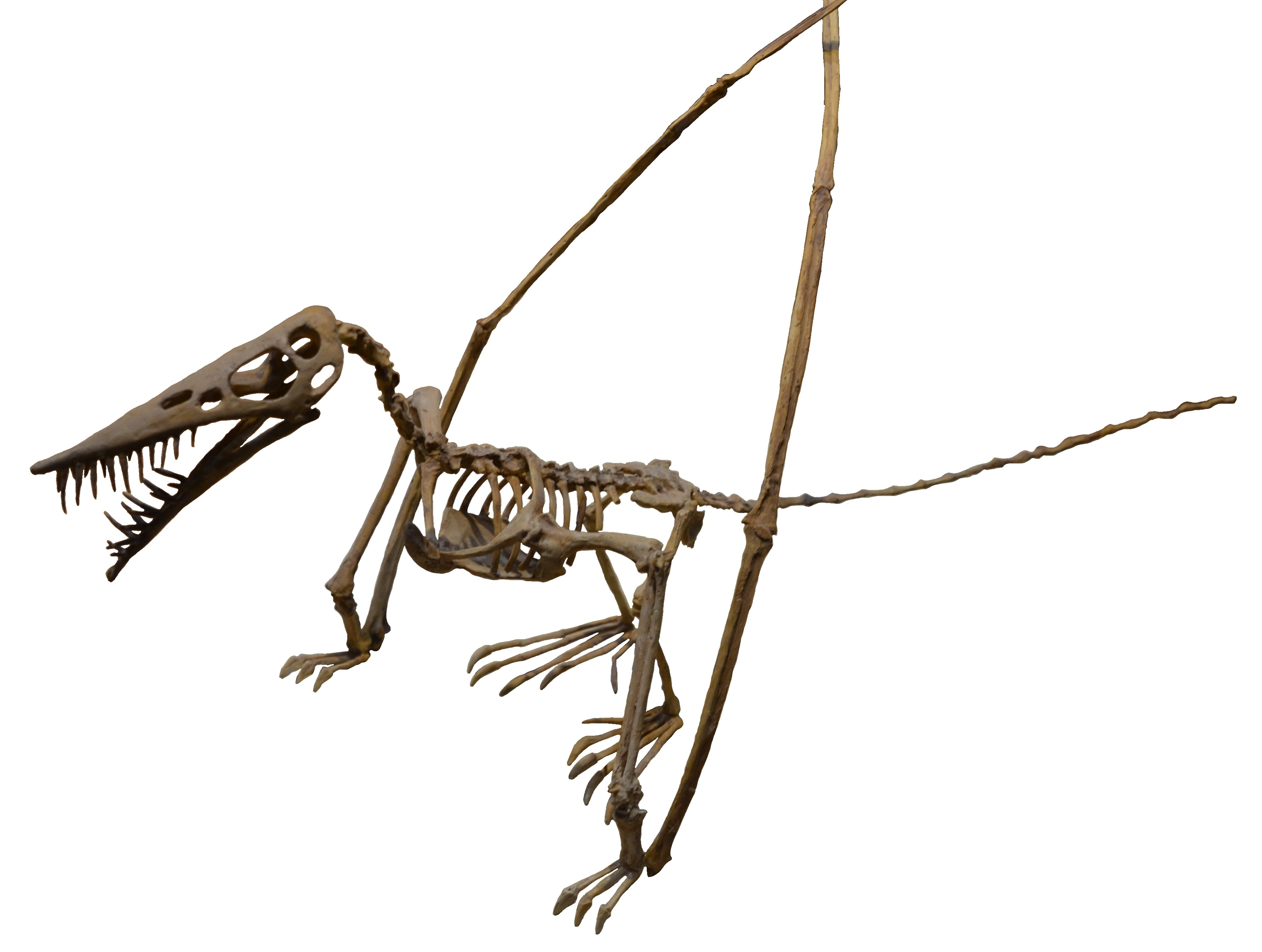
Rhamphorhynchus, uno pterosauro su cui fu basato il corpo del drago.

Il venticinque per cento del budget fu speso per gli effetti speciali. All'artista grafico David Bunnet fu dato l'incarico di concepire l'apparenza del drago. Siccome fu deciso che la scena più importante del film sarebbe stata la battaglia finale, Bunnet mise in enfasi le capacità aerodinamiche del drago nei suoi disegni. Secondo Bunnet, "Disegnare un drago non è semplicemente una questione d'incollare ali su un dinosauro... Vermithrax è lungo 12 metri, con un'apertura alare di 27 metri, ma doveva contemporaneamente sembrare abbastanza leggero per poter volare. Così la maggior parte del suo peso è concentrata nella testa, il collo e le spalle. Il resto del corpo è abbastanza slanciato." Benché il drago fosse concepito come una creatura soprannaturale, Hal Barwood voleva in ogni caso seguire varie leggi evolutive nel disegnare il drago; un esempio fu la decisione di renderlo un quadrupede, in accordanza con la biologia vertebrata. Barwood stesso prese ispirazione dalla corporatura dello pterosauro del Giurassico Rhamphorhynchus. Contemporaneamente nel seguire le istruzioni di Barwood, Bunnet decise di incorporare un modico di personalità nel drago, deliberatamente evitando di creare una creatura simile a quello di Alien che, secondo Bunnet, fu "troppo orrendo da guardare". Specificamente, incorporò delle creste sopra gli occhi che si estendevano attorno al cocuzzolo per poi fondere nelle corna, così dando al drago una notevole espressione accigliata. L'articolazione delle mandibole fu modellata da quella dei crotali, siccome una mandibola con una sola svolta ricordava troppo quella d'un'anatra. Nel mantenere l'aerodinamicità del drago, le sue zampe posteriori furono modellate su quelle degli uccelli, specificamente dei polli.
Dopo che Bunnet consegnò i suoi bozzi, fu deciso di realizzare il drago con una varietà di tecniche. Il drago che appare nel film è infatti un aggregato di numerosi modelli. Phil Tippett dell'Industrial Light & Magic finalizzò l'apparenza del drago, incorporando varie modifiche estetiche, come rendere le ali più simili a quelle d'un pipistrello che a quelle d'un pterosauro. Scolpì un modello di riferimento per Danny Lee di Disney Studios, che l'usò nel fabbricare i modelli più grandi per le scene a primo piano. Due mesi dopo, la squadra di Lee finì di costruire un modello della testa e il collo lungo cinque metri, una coda lunga sedici metri, le gambe, zampe capaci di impugnare un uomo, e un'ala lunga nove metri. Questi modelli furono trasportati ai Pinewood Studios di Londra a bordo un Boeing 747. Brian Johnson fu incaricato di controllare il progresso degli effetti speciali, e cominciò a pianificare le scene con vari specialisti degli effetti speciali.
Dopo il termine delle riprese principali, una squadra di specialisti agli ILM studios nella California settentrionale lavorarono per otto mesi a produrre 160 scatti composti del drago. Chris Walas scolpì e operò la testa del drago usata nelle scene a primo piano. Questo modello fu animato con una combinazione di comandi radio, cavi, leve e opere manuali, così dando l'impressione d'una faccia coordinata con una varietà di espressioni.
Phil Tippett creò un modellino per le scene dove il drago cammina. Tippett non voleva utilizzare la tecnica standard del passo uno, invece optando per la tecnica go-motion, che permetteva di filmare il modello durante ogni esposizione invece che tra le esposizioni. Go-motion rese i movimenti del drago più realistici che con il passo uno, incorporando offuscazioni e togliendo i movimenti irregolari comuni nelle animazioni a passo uno.
Ken Ralston fu incaricato a maneggiare le scene aeree. Fabbricò un modello con uno scheletro d'alluminio articolato in tal modo da dargli la capacità di assumere varie pose. Ralston infatti girò filmati di uccelli in volo per meglio capire i loro movimenti in aria. Come il modello camminante, la tecnica go-motion fu usata per le scene del volo. La telecamera fu programmata a inclinarsi in vari angoli per dare l'impressione del volo.

### Il cast
Peter MacNicol incontrò Matthew Robins durante un'attesa per un'audizione per il film pilota di L'America in bicicletta, e decise di partecipare nel film malgrado il suo disprezzo per i trucchi magici. McNicol fu costretto a imparare l'equitazione, sia in stile inglese che a pelo. McNicol trovò l'esperienza difficile, siccome i suoi esercizi di monta a volte non includevano staffe, redini o selle. Doveva anche fare corsi di dizione per nascondere il suo forte accento texano, e imparò vari trucchi magici dal prestigiatore britannico Harold Taylor, che in precedenza aveva recitato per la famiglia reale britannica.
Caitlin Clarke inizialmente ebbe dei dubbi prima d'incaricarsi nel film, siccome si stava preparando per uno spettacolo a Chicago, cambiando idea solo dopo l'incoraggiamento del suo agente. Clarke fu scelta per il ruolo di Valerian da Matthew Robins stesso, malgrado fallì la sua audizione iniziale. Andò molto d'accordo con Ralph Richardson, dichiarando dopo che egli le insegnò più sul recitare che durante anni di corsi di teatro.

## Premi e riconoscimenti
Il film ebbe due candidature al Premio Oscar, una al Premio Hugo e quattro ai Saturn Award.

### Premio Hugo
- 1982 - Premio Hugo
  - Candidatura per la miglior rappresentazione drammatica

### Premio Oscar
- 1982 - Premio Oscar
  - Candidatura per il migliori effetti speciali
  - Candidatura per la migliore colonna sonora

### Saturn Award
- 1982 - Saturn Award
  - Candidatura per il miglior film fantasy
  - Candidatura per il miglior attore non protagonista
  - Candidatura per i migliori costumi
  - Candidatura per il migliori effetti speciali